# Francis Nielsen
Pour les articles homonymes, voir Nielsen.
 (décembre 2012).
Francis Nielsen, né le 19 juin 1947 à Annecy, est un réalisateur français.

## Biographie
Il commence sa longue carrière audiovisuelle en jouant des spectacles de marionnettes dans les écoles maternelles. Puis, après une période d'activités diverses, il intègre le Studio IDEFIX, créé par René Goscinny et Albert Uderzo, les auteurs d'Asterix, Lucky Luke, etc. C'est là qu’il découvre le monde de l'animation. C’est en qualité de 1er assistant réalisateur qu'il démarre sur Les Douze Travaux d'Astérix et La Ballade des Dalton.
Tout en réalisant de nombreuses animations pour la publicité et les séries télévisées, il devient lui-même producteur au sein des deux sociétés qu'il crée, STOUT Studio et ROOSTER Studio. Il est actuellement réalisateur pour la télévision et le cinéma. Il fut le premier réalisateur d’un film d’animation à entrer dans la Sélection Officielle de la Mostra de Venise avec Le Chien, le Général et les Oiseaux.

## Filmographie

### Réalisateur

#### Cinéma
- 2003 : Le Chien, le Général et les Oiseaux
- 2011 : Émilie Jolie
- 2013 : Blackie et Kanuto

#### Télévision
Séries télévisées
- 1995 : Les Sales Blagues de l'Écho
- 1995 : Il était une fois…
- 1998 : Dad'X
- 1998 : Les Dieux de l'Olympe
- 2004 : Boule et Bill
- 2006 : Les Canopus

Téléfilms
- 1996 : Le Père Noël et son jumeau
- 1997 : Le Parfum de l'invisible

### Producteur

#### Télévision
Séries télévisées
- 1992 : Zoo Olympics
- 1994 : Dr Globule

### Scénariste

#### Cinéma
- 2003 : Le Chien, le Général et les Oiseaux